# 洛帕特基
47°1′13″N 33°59′32″E / 47.02028°N 33.99222°E
洛帕特基（烏克蘭語：Лопатки）是位於烏克蘭南部的村莊，由赫爾松州卡霍夫卡區的霍爾諾斯塔伊夫卡市鎮負責管轄。該村始建於1927年，面積18平方公里，海拔高度76米，2001年人口242，人口密度每平方公里13.4人。